# Иванов, Никола
Никола Иванов Иванов (болг. Никола Иванов Иванов; 2 марта 1861 — 10 сентября 1940) — болгарский военачальник, генерал от инфантерии, начальник Штаба армии в 1894—1896 годах, министр войны Болгарии в 1896—1899 годах. Командовал 2-й болгарской армией во время Балканских войн, участвовал во взятии Адрианополя в марте 1913 года.

## Биография

### Происхождение и образование
Никола Иванов родился 2 марта 1861 года в Калофере. Учился в Апрельской гимназии в Габрово и в Султанском лицее «Галата-Сарай» в Стамбуле (1875—1877). Отправился добровольцем на фронт русско-турецкой войны за освобождение славянских народов, в 1878 году был назначен командиром вольноопределяющихся в Пловдиве, через год окончил Софийское военное училище. 10 (22 мая) 1879 года произведён в подпоручики, через год назначен в Восточнорумелийское ополчение, где служил в 1-й и 2-й пехотных пловдивских дружинах. 9 февраля 1881 года произведён в поручики. В 1882—1885 годах учился в Николаевской академии Генерального штаба в Санкт-Петербурге.

### Военная карьера
Участвовал в Объединении Болгарии. 9 сентября 1885 года произведён в капитаны и назначен начальником штаба Тырново-Сейменского отряда. Во время сербско-болгарской войны — офицер по поручениям при начальнике Центральной колонны Западного отряда, участник Пиротского сражения. После войны в 1886 году назначен флигель-адъютантом князя Александра I, с 1887 года начальник Строево-инспекторского отделения при Военном министерстве. Майор (1 апреля 1887), с 1888 года командир 10-го пехотного полка, с 1889 года начальник штаба 4-й бригады, с 1890 года командир 4-го кавалерийского полка. 2 августа 1891 года произведён в подполковники, в 1891—1894 годах помощник начальника и начальник Штаба войска (10 мая 1894 — 29 ноября 1896 года). Полковник (12 августа 1895), 17 ноября 1896 года временно назначен исполняющим обязанности министра войны (Министерство обороны), с 29 ноября 1896 года по 30 января 1899 года военный министр в правительстве Константина Стоилова. Обеспечивал возвращение болгарских офицеров из России, бежавших после Болгарского кризиса. В 1899—1903 годах в звании полковника Иванов командовал 4-й Преславской пехотной дивизией, а в 1903—1907 годах — 2-й Фракийской пехотной дивизией. 15 (27 ноября) 1900 года произведён в генерал-майоры, с 1907 года начальник 2-й военно-инспекционной области. 2 августа 1912 года по случаю 25-летия правления царя Фердинанда I произведён в генерал-лейтенанты — это был первый случай в истории Болгарии, когда в генерал-лейтенанты произвели не офицера запаса, а действовавшего офицера.

### Балканские войны

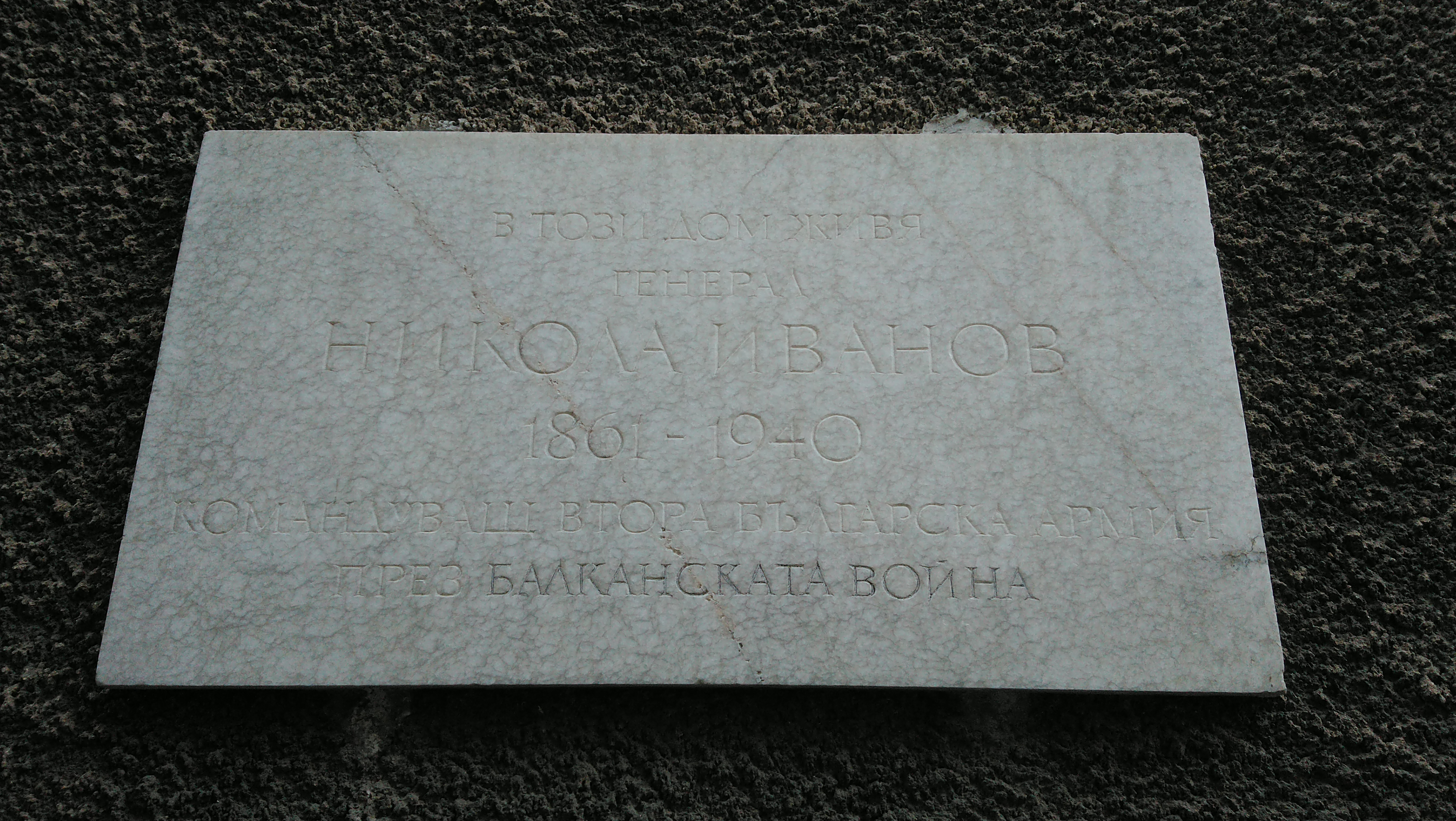
Мемориальная табличка в память о генерале Иванове на доме 6 по улице Николая Павловича, София

Генерал-лейтенант Иванов командовал 2-й болгарской армией с сентября 1912 по июль 1913 годов. Во время Первой Балканской войны участвовал в успешной осаде и взятии Адрианополя. Во время Второй Балканской войны вёл бои против греческой армии с 16 июня по 17 июля 1913 года на линии Кукуш — Горна-Джумая, 18 июля назначен офицером по поручениям при Главной квартире. С июля 1913 года оставил должность, 7 августа 1913 года после заключения мирного договора уволен в запас. Оставался в запасе во время Первой мировой войны, занимался общественной деятельностью и публицистикой. Председатель общества офицеров запаса Софии. Генерал от инфантерии (6 мая 1936 года). Скончался 10 сентября 1940 года в Софии.

## Воинские звания
- Прапорщик (10 мая 1879)
- Подпоручик (3 ноября 1879)
- Поручик (9 февраля 1881)
- Капитан (9 сентября 1885)
- Майор (1 марта 1887)
- Подполковник (2 августа 1891)
- Полковник (12 августа 1895)
- Генерал-майор (15 ноября 1900)
- Генерал-лейтенант (2 августа 1912)
- Генерал от инфантерии (6 мая 1936)

## Награды
- Орден «За храбрость» II степени и IV степени 2-го класса
- Орден «Святой Александр» I и II степеней с бриллиантами
- Орден «За военные заслуги» I степени
- Орден «Стара планина» I степени с мечами (посмертно)[3]
- Орден Святой Анны I степени с алмазами и II степени с бриллиантами
- Орден Короны Италии I степени (Кавалер Большого креста)
- Орден Почётного легиона III степени (Командор)
- Орден Короны I степени
- Императорский австрийский орден Франца Иосифа II степени (Кавалер командорского креста со звездой)
- Орден Меджидие I степени
- Орден Османие II степени
- Орден Короны Румынии I степени
- Орден Таковского креста I степени
- Орден Святого Саввы I степени